# 天保民學校
天保民學校（英語：Mary Rose School），是香港的一所特殊學校，位於九龍九龍塘聯福道11號。

## 校史
此校為聖公會基督堂於1970年創辦，由前任牧師天保民勳爵（Lord Rev. Tim Beaumont）捐款興建，以其名字命名，並以勳爵夫人“Mary Rose”之名字作為英文校名，以資紀念。
因校舍空間不足，此校自1980年代初已申請重置。其後，新校舍於1984年動工，並於兩年後遷入現址，成為首間特別為兼收輕、中度智障兒童而設計的學校。時至今日，天保民學校開設由小一至中六共二十八班。

## 管理與組織
- 主席︰	林翰諾牧師
- 校監︰葉肇和先生
- 辦學團體校董︰
  - 宋大鵬先生(司庫)
  - 賴旭佑醫生(秘書)
  - 何祖光先生
  - 董霍曉澄博士
  - 王莉莉校長(替代校董)
- 獨立校董︰	馬福常先生
- 教員校董︰
  - 張媚斯副校長
  - 彭家怡副校長(替代校董)
- 家長校董︰
  - 張淦強先生
  - 曾堅女士
- 校長校董︰	陳雅麗校長

## 教師及專業人員人數
- 教師︰共有教師73人，當中超過93.15%已取得學士或以上學歷，其中取得碩士學歷者約23.29%，已接受特師訓練者約為全體之64.38%。
- 專業人員︰現有教育心理學家 1名、社工6名、言語治療師5名、半職言語治療師2名、全職註冊護士2名。

## 校舍設備
除了有二十八個課室外，還有禮堂、音樂室及舞蹈室、電腦室、言語治療室、輔導室、視覺藝術室、家政室、工藝室、醫療室、圖書館、籃球場、家長資源中心、教師資源中心、露天劇場、玫瑰樂園、多元智能室、會議室、電梯等，設備完善，為學生提供良好的學習環境。

## 外部連結
- 天保民學校官方網站 （页面存档备份，存于）
- 家庭與學校合作事宜委員會相關網站 - 天保民學校 （页面存档备份，存于）